# Kabupaten Gorontalo Utara
Kabupaten Gorontalo Utara är ett kabupaten i Indonesien.   Det ligger i provinsen Gorontalo, i den norra delen av landet, 1 900 km öster om huvudstaden Jakarta. Antalet invånare är 104 133.